# Paul Eugen Sieg
Pour les articles homonymes, voir Sieg (homonymie).
Paul Eugen Sieg, né le 2 août 1899 à Cologne et mort le 2 mai 1950  à Bornheim, est un physicien et un écrivain allemand, auteur de romans d'anticipation technique.

## Œuvres
Paul Eugen Sieg a écrit quatre romans d'anticipation et un ouvrage technique intitulé Fotografie in den Tropen (Photographie sous les Tropiques), paru en 1934.
Ses quatre romans d'anticipation sont : 
- (de) Detatom, 1936
- (de) Südöstlich Venus, 1940
- (de) Insula, 1953Posthume
- (de) Angolesa, 1954Posthume

## Présentation des romans
Le problème des romans de cette époque - comme pour Hans Dominik - fut que la littérature allemande n'était pas en vogue en Europe, à la suite des conflits de l'époque, surtout à cause des deux guerres mondiales et de leurs conséquences. La littérature fantastique allemande était tout simplement ignorée, à tel point que Walter Ernsting, le père de Perry Rhodan, devra encore dans les années 1950 publier ses romans en faisant croire qu'ils sont traduits de l'anglais pour avoir la moindre chance d'être publiés. De même en Allemagne, de très célèbres romans fantastiques anglais ou américains, comme le cycle de Mars ou les aventures sur Vénus d'Edgar Rice Burroughs sont totalement inconnus du public allemand parce que le régime nazi interdisait leur publication.

### Detatom(1936)

#### Résumé
Un procédé industriel permet à une entreprise de produire du radium en grande quantité en brisant des atomes. Mais un groupe financier menace cette entreprise qui cherche par tous les moyens de se protéger d'attaques terrestres, aériennes et souterraines. Pourtant l'ennemi réussit à pénétrer à l'intérieur de l'usine. Malgré la catastrophe déclenchée par cette intrusion, les scientifiques allemands poursuivent leurs recherches. Ils construisent une nouvelle usine souterraine et réussissent à synthétiser une nouvelle matière, plus dure que l'acier, mais plus légère que l'air. Cette découverte ouvre la voie aux voyages vers la Lune et vers Mars.

#### Commentaire
L'intérêt de ce roman est son contenu de science-fiction de conception allemande. Le cœur du roman - du point de vue du thème - est le voyage sur Mars où sont découverts les restes d'une culture supérieure à la nôtre. Le héros et son fidèle serviteur explorent cette planète et préparent une vague de colonisation par leur société qui se présente comme un pouvoir autonome distinct de la force publique. Cette idée de la colonisation n'a aucun rapport évident avec l'idéologie nazie, mais reprend plutôt les thèmes fantastiques de l'époque wilhelmienne dont le roman reprend nombre de caractéristiques sociales.
Tout comme pour les œuvres de Hans Dominik, Detatom fut d'abord publié comme roman en 29 épisodes dans un journal local berlinois, le Berliner Lokal-Anzeiger, du numéro 53(1935)228 du 22 septembre 1935 au numéro 53(1935)257 du 26 octobre 1935, puis sous le titre Das Rätsel Detatom (L'énigme du Detatom) dans le Hannoverscher Anzeiger du 24 novembre 1935 au 11 janvier 1936.
La version éditée du roman en un volume parut en 1936 aux éditions Scherl Verlag, Berlin, la maison d'édition de Hans Dominik.

### Südöstlich Venus(1940)

#### Résumé
La Terre est reliée à la planète Mars par des vols interstellaires réguliers, car les Terriens ont colonisé Mars. Lors de l'un de ces vols, une avarie force le vaisseau à se poser en catastrophe sur la planète Vénus. L'équipage et les passagers découvrent avec stupeur leur nouvel environnement qui ressemble à ce qu'était la Terre des millions d'années plus tôt. Des roseaux et des fougères gigantesques, de vastes marécages, des dinosaures et d'immenses iguanes peuplent la planète. Après de dangereuses aventures, les survivants réussissent à rentrer sur Terre.

#### Commentaire
Le roman fonde son intrigue sur les connaissances techniques et scientifiques de l'époque et représente pour les années 1940 une vision de l'avenir tel qu'il semble se profiler.
Ce roman est la suite directe de Detatom, paru quatre années plus tôt. Mars est colonisée, mais lorsqu'une épidémie martienne se répand, un vaisseau est affrété en urgence pour apporter sur Mars le vaccin nécessaire. Pour gagner du temps, les pilotes choisissent une trajectoire plus rapide, proche du soleil, qui passe dans les environs de Vénus. Une pluie de météorites endommage le vaisseau qui doit se poser sur Vénus. Cette planète présente la Terre de la préhistoire comme on se l'imaginait à l'époque.
Dans la description qu'il fait de la colonie martienne et du vaisseau spatial, qui d'ailleurs, comme les vaisseaux Apollo amerrit au lieu d'atterrir, ce roman est de très bonne qualité et très en avance sur la plupart des récits de SF contemporains. La qualité des descriptions de vaisseaux bien conçus et l'idée de la combinaison spatiale tranchent nettement avec une conception beaucoup plus conservatrice et archaïque quant aux rôles et aux rapports hiérarchiques qui s'établissent entre les hommes et les femmes tout au long du roman. Du point de vue historique, l'auteur reste muet sur la situation politique de son pays ce qui valut à ce roman d'être vu d'un mauvais œil par les responsables nazis. Le roman ne présente aucun signe d'allégeance au régime totalitaire nazi.

### Insula(1953, posthume)
Ce roman décrit les conséquences que pourrait avoir une alimentation totalement chimique sur la société humaine.
Lors d'un vol pour l'Australie, un géophysicien est forcé d'atterrir sur un îlot volcanique. Sur cette île supposée déserte, le scientifique découvre une cité souterraine. Dotée d'un équipement technique très sophistiqué, la cité est gouvernée par un célèbre chercheur scientifique qui s'était retiré de la vie publique et dont l'objectif est la production de nourriture chimique. Le géophysicien est forcé de coopérer et ne peut quitter la cité, tout comme des milliers d'autres personnes contraintes d'aider le scientifique qui rêve de gouverner le monde.
Les deux romans Insula et Angolesa, publiés de manière posthume par les Frères Weiss à Berlin-Spandau, sont très recherchés par les collectionneurs et très difficiles à trouver en bon état.

### Angolesa(1954, posthume)
Le docteur Peter Förster a enfin réussi, après de nombreuses tentatives et un travail de recherche intensif, à filtrer les particules d'or qui sont en suspension dans l'eau de mer. Le monde économique tout entier, les bourses et les monnaies, menacent de s'effondrer et les gouvernants voient leur pouvoir menacé. Une grande firme américaine, spécialisée dans le négoce des métaux précieux, tente d'empêcher le professeur Peter Förster de poursuivre son œuvre. Une course-poursuite s'engage alors à travers l'Angola.